# Перископ (мобильное приложение)
Periscope (рус. Перископ) — бывшая служба потокового вещания видео через специализированные приложения для Android и iOS, принадлежавшая компании Twitter, Inc. Идея создания Periscope принадлежит Кейвону Бейкопуру и Джо Бернштейну. Приложение было запущено 26 марта 2015 года. 16 декабря 2020 Twitter, Inc объявил о закрытии приложения к апрелю 2021 года.

## История
Кейвон Бейкопур и Джо Бернштейн придумали идею с Periscope во время путешествия за границу в 2013 году, Бейкопур был в Стамбуле во время массовых протестов, он следил за обстановкой через приложение Twitter, но не мог видеть, что там происходит.
Они запустили проект в феврале 2014, тогда компания называлась Bounty. Они получили 1,5 миллиона долларов от нескольких фондов, в том числе от Google Ventures и Bessemer Venture Partners.
Приложение было запущено 26 марта 2015 года. Компания Twitter приобрела Periscope за 120 млн долларов до запуска в 2014 году. Уже через 4 месяца после запуска Periscope насчитывал 10 млн зарегистрированных пользователей, а также 350 тысяч часов просмотров видео ежедневно.

## Приложение
Пользователи Periscope могут размещать сообщения в службе микроблогов Twitter со ссылкой на онлайн-трансляцию, видео можно сделать доступным только конкретным пользователям. В мобильных приложениях предусмотрена функция отправки поощрений пользователю, разместившему поток — «сердечек». В ноябре 2015 года в приложениях появилась возможность перематывать записанные трансляции, а для iPhone 6S была добавлена поддержка технологии 3D Touch.
1 апреля 2021 года приложение прекратило работу.